# Степанов, Николай Георгиевич
Николай Георгиевич Степанов (1910—1988) — советский авиационный инженер, Герой Социалистического Труда (1963).

## Биография
Николай Георгиевич Степанов родился 19 декабря 1910 года в деревне Алексеевское Вяземского уезда. После окончания начальной школы работал землекопом, бетонщиком, электромонтёром. В 1935 году Степанов окончил рабфак, в 1940 году — Ленинградский институт инженеров гражданского воздушного флота. Работал инженером в аэропорту Ленинграда. Участвовал в Великой Отечественной войне, был инженером в авиационных частях. В 1946 году в звании инженер-майора Степанов был уволен в запас.
Работал в аэропорту «Внуково», прошёл трудовой путь от инженера до главного инженера линейно-эксплуатационных ремонтных мастерских. Активно участвовал в создании и внедрении новой технологии техобслуживания самолётной техники, внёс большой вклад в увеличение ресурса авиационных двигателей пассажирских самолётов.
Указом Президиума Верховного Совета СССР от 16 апреля 1963 года за «самоотверженный труд и выдающиеся достижения в освоении авиационной техники Гражданского воздушного флота» Николай Георгиевич Степанов был удостоен высокого звания Героя Социалистического Труда с вручением ордена Ленина и медали «Серп и Молот».
Скончался 9 сентября 1988 года, похоронен в Москве.
Был также награждён орденами Отечественной войны 1-й степени и Красной Звезды, рядом медалей.